# Тормино
Тормино — деревня в Ясногорском районе Тульской области России. 
В рамках административно-территориального устройства является центром Торминской сельской территории Ясногорского района, в рамках организации местного самоуправления включается в Ревякинское сельское поселение.

## География
Расположена в 34 км к северу от Тулы и в 3 км к северо-западу от райцентра, города Ясногорска.

## Население
| 2002 | 2010 |
| ---- | ---- |
| 272  | ↘255 |

Население — 255 чел. (2010).